# 建和桥站
建和桥站是石家庄地铁2号线的地铁车站，位于中华人民共和国河北省石家庄市长安区建设北大街与光华路交叉口，于2020年8月26日开通。

## 车站结构
建和桥站位于建设北大街与光华路交叉口，沿建设北大街呈南北向布置，为地下两层岛式站台车站，车站长270米，标准段宽23.1米，车站地下一层为站厅层，地下二层为站台层，站台设置全高站台门。建设中的5号线车站沿光华路东西设置，为地下三层岛式站台车站，车站长180米，车站地下一层为站厅层，地下三层为站台层，两线预计将采用站厅换乘形式。
|                   |  | █ 2号线往柳辛庄（义堂）     |
| 島式 · 開左邊车门 |  |                             |
|                   |  | █ 2号线往嘉华路（長安公園） |

|               |  | 未來 █ 5号线往宫北路（解放大街）   |
| 未啟用 · 島式 |  |                                    |
|               |  | 未來 █ 5号线往谈固北大街（名门街） |

## 车站出口
建和桥站目前开放3个出入口，各出口及周围设施如下所示：
| 出口编号                             | 照片 | 地点                               | 可到达目的地                   |
| ------------------------------------ | ---- | ---------------------------------- | ------------------------------ |
| 出口 · B · 升降机标志 · 扶手电梯标志 |      | 建设北大街（东侧），光华路（南侧） | 蓝天圣木家居广场，光华生活小区 |
| 出口 · C · 扶手电梯标志              |      | 建设北大街（西侧），光华路（南侧） | 长安·悦园                      |
| 出口 · D · 扶手电梯标志              |      | 建设北大街（西侧），光华路（北侧） | 棉五小区，博雅庄园             |
| 註： 設有 \| 設有扶手電梯            |      |                                    |                                |

## 接驳交通

### 公交车
- 建设光华路口：102路，110路
- 华新路东口：2路，41路，64路，89路，110路，131路，副89路

## 历史
车站建设时期工程名为蓝天圣木站，开通前确定以建和桥站作为车站正式名称。
- 2018年10月15日，车站主体结构封顶。
- 2020年8月26日，本站随2号线通车一同开通[1]。
- 2021年1月9日，受新冠疫情影响，车站暂停运营[5]。2月19日，车站恢复运营[6]。
- 2022年8月28日，受新冠疫情影响，车站暂停运营[7]。9月6日，车站恢复运营[8]。